# イェフダ・レーヴ・ベン・ベザレル

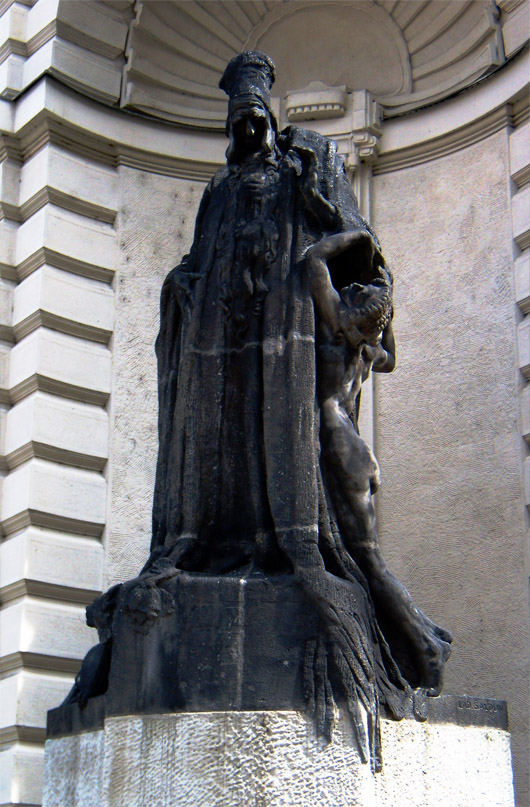
ラビ・レーヴの像（プラハ市庁舎(Prague City Hall)）

イェフダ・レーヴ・ベン・ベザレル（יהודה ליווא בן בצלאל Judah Loew ben Bezalel 1525年 - 1609年8月22日）は、プラハのラビ（ユダヤ教の神父）で神秘思想家。ヘブライ語の略称ではマハラル מהר"ל（MaHaRaL: Moreinu ha-Rav Loew “我らの師ラビ・レーヴ”の略）とも呼ぶ。あとから作られたものだが、ゴーレム伝説の主人公としても著名である。
ポーランドのポズナニで、ユダヤ系の家庭に生まれたと伝わる。父ベザレルもラビで、家系はドイツのヴォルムスの出である。おじのヤコブは神聖ローマ帝国のReichsrabbiner（帝国ラビ）で、兄弟であるフリートベルクのハイムは有名なタルムード学者。伝統的にこの一族は（ゲオニームの時代の）バビロンの捕囚の子孫と伝えられており、したがってダビデ王朝の末裔と言われている。彼は、正式な教育をさまざまなイェシヴァで受けた。
父が事業に成功したので家庭は裕福だった。1553年、ニコルスブルクにてモラヴィアの首席ラビ Landesrabbiner に就任、これは地域社会の問題を扱うだけでなく、タルムードのどの論文を学ぶべきか決定する仕事でもあった。選挙や徴税にまつわる諸々の条例を改訂してもいる。1588年にモラヴィアの受持ちからは退いたが、この地では以後も永らく彼の権威が存続した。
非嫡出子に対する誹謗中傷を諫めるのもモラヴィアにおける彼の仕事の一つだった。こういった誹謗中傷（Nadler）が続くと、特定の家庭の子供が結婚相手を見つけられなくなる虞があったからである（当時の正統派ユダヤ教徒の社会では結婚がすべて見合いで決められていた）。この悪習慣（Nadler）はついには彼自身の家庭にまで被害を及ぼすようになったため、1583年、彼は一年に二度の大説教（ローシュ・ハッシャーナーとヨム・キプルの間におこなわれる）の片方を使って、この愚かな習慣を糾弾した。
1588年にプラハへ戻ると、前任者イサク・ハヨートの後を継いで再びラビに就任。ただちに、Nadlerに対する彼の見解を繰り返した。1592年2月23日、彼は兄弟のシナイや義理の息子のイサク・コーヘンともども皇帝ルドルフ2世を聴衆の一人に迎えて説教をおこなった。説教の内容は、そのとき皇帝が熱中していたカバラに関する話題だったようである。
1592年、ポーランドの主席ラビに選ばれて、ポズナニに移住する。この地では「Netivoth Olam」と「Derech Chaim」の一部分を著した。晩年三度プラハに戻り、ここで1609年に亡くなった。プラハに埋葬された彼の墓石は、今なお有名な観光名所となっている。

## ギャラリー

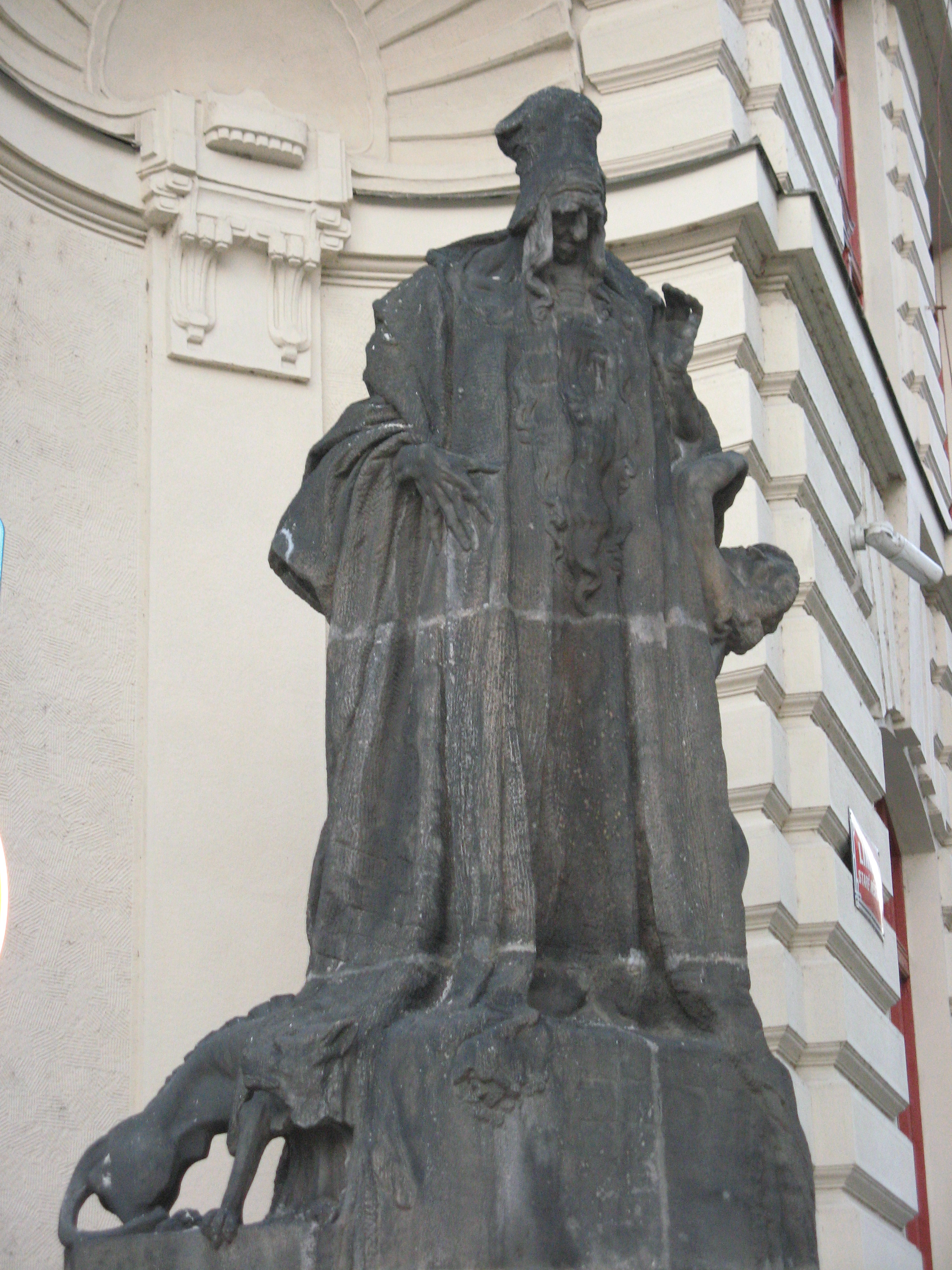
ラビ・レーヴの像（別の角度から）
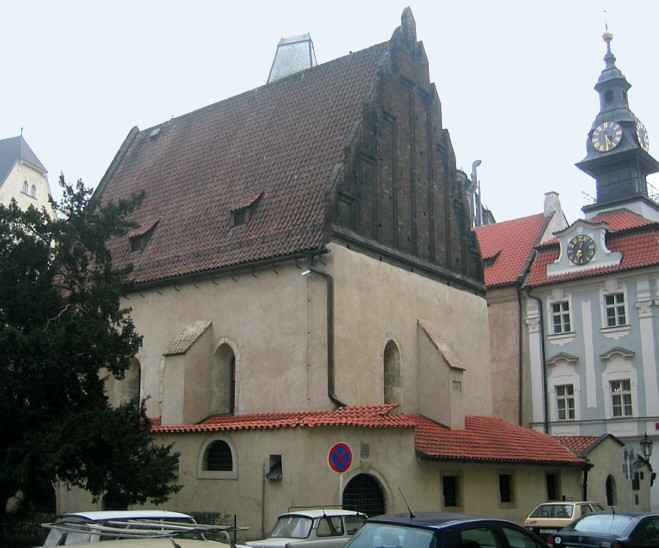
ラビ・レーヴのゴーレム伝説に縁のある新旧シナゴーグ（英語版）
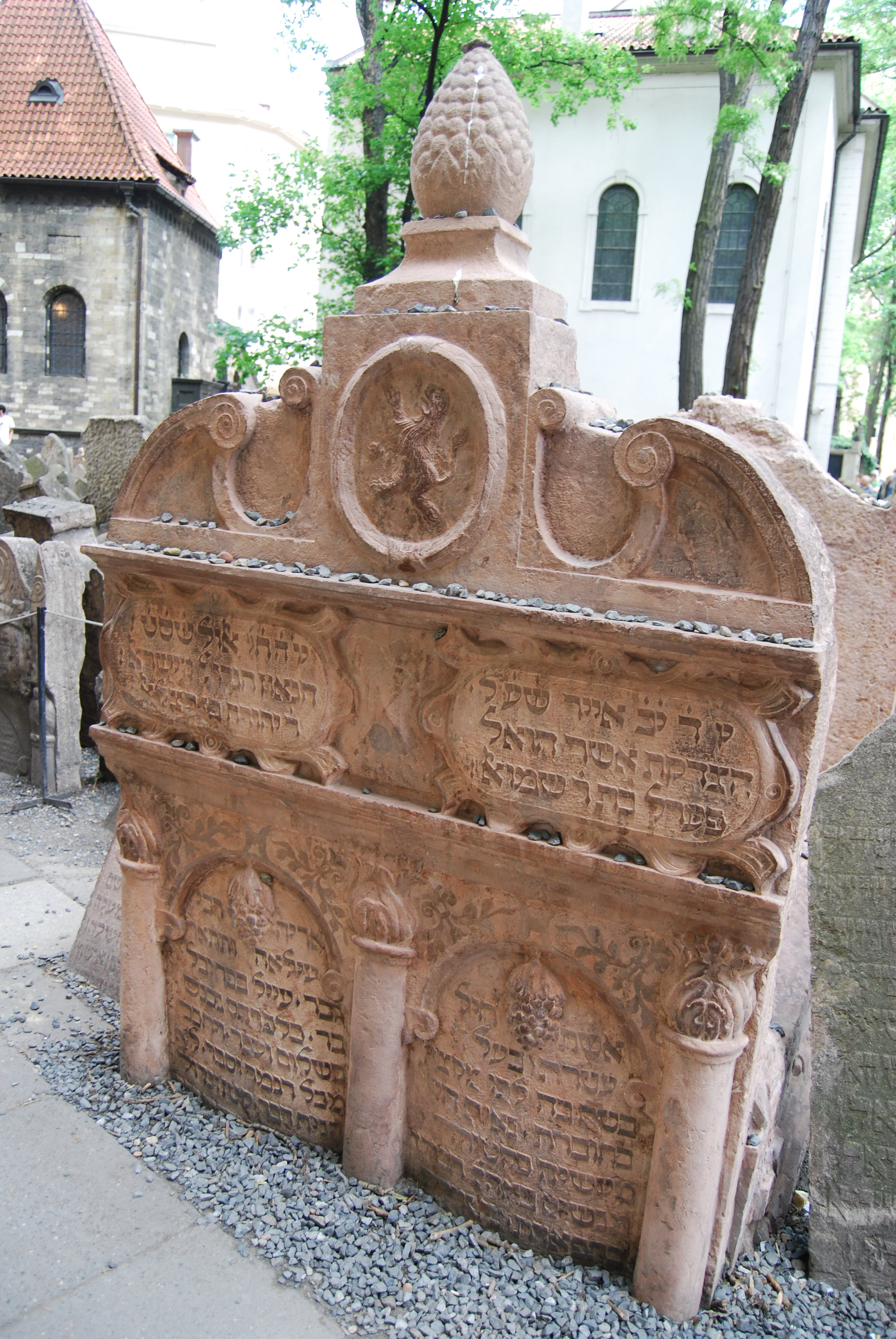
ラビ・レーヴの墓石